# Biserica de lemn din Mălărișca

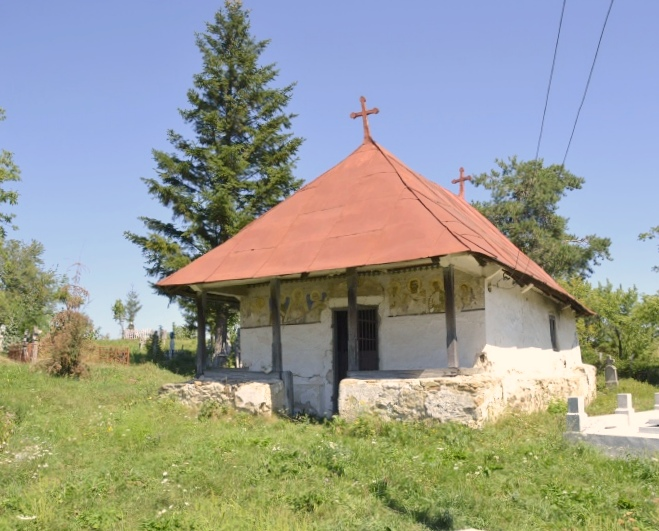
Biserica de lemn „Sfântul Ierarh Nicolae” din Mălărișca, comuna Podeni, județul Mehedinți.

Biserica de lemn din Mălărișca, comuna Podeni, județul Mehedinți, a fost construită în secolul XIX (1875). Are hramul „Sfântul Ierarh Nicolae”. Biserica se află pe lista monumentelor istorice sub codul LMI:  MH-II-m-B-10361.

## Istoric și trăsături
Biserica, aflată în centrul satului, a fost construită în anul 1875. Prezintă planimetria specifică bisericilor de lemn mehedințene, fără clopotniță peste acoperiș. Pereții sunt tencuiți, iar pe latura vestică se află un pridvor, susținut pe patru stâlpi de lemn.